# Wee Kim Wee
Wee Kim Wee (chiń. upr. 黄金辉; chiń. trad. 黃金輝; pinyin Huáng Jīnhuī; pe̍h-ōe-jī N̂g Kim-hui; ur. 4 listopada 1915 w Singapurze, zm. 2 maja 2005, tamże) – singapurski polityk, dziennikarz i dyplomata, prezydent kraju w latach 1985 –1993.

## Życiorys
Urodził się 4 listopada 1915 w Singapurze.
Pracował jako dziennikarz od wczesnej młodości, był m.in. związany z redakcją "The Straits Times". Od lat 60. pozostawał w służbie dyplomatycznej Singapuru, w latach 1973–1980 był wysokim komisarzem brytyjskiej Wspólnoty Narodów w Malezji, a następnie ambasadorem w Japonii (1980–1984) i Korei Południowej (1981–1984) i. Po zakończeniu misji dyplomatycznej został mianowany prezesem Radia Singapur (1984).
Po rezygnacji Devana Naira z funkcji prezydenta 28 marca 1985 Wee Kim Wee został wybrany przez Zgromadzenie Ustawodawcze jego następcą 30 sierpnia i zaprzysiężony 2 września 1985. Był pierwszym prezydentem Singapuru pochodzenia chińskiego. Pełnił urząd przez dwie kadencje, zyskując dużą popularność w społeczeństwie; należy jednak zaznaczyć, że urząd prezydencki w Singapurze ma charakter raczej ceremonialny, a władza wykonawcza znajduje się w rękach premiera. We wrześniu 1993 następcą Wee Kim Wee został Ong Teng Cheong.
Po odejściu z prezydentury opublikował wspomnienia Glimpses and Reflections.
Zmarł 2 maja 2005 w Singapurze.

## Upamiętnienie
W 2006 r. Nanyang Technological University zmienił nazwę swojej Szkoły Studiów Komunikacyjnych na Wee Kim Wee School of Communication and Information.
Centrum Studiów Międzykulturowych na Singapore Management University, przemianowano na Centrum Wee Kim Wee.
Fundusz Dziedzictwa Wee Kim Wee na Uniwersytecie Technologicznym Nanyang został nazwany na jego cześć.

## Życie prywatne
W 1936 ożenił się z Koh Sok Hiong. Mieli siedmioro dzieci – jednego syna i sześć córek.